# The Riddle (Five for Fighting)
The Riddle, conosciuto anche come The Riddle (You and I), è un singolo del cantautore statunitense Five for Fighting, pubblicato il 15 maggio 2006 come primo estratto dal quarto album in studio Two Lights.

## Video musicale
Il videoclip, pubblicato nel luglio 2006, mostra Five for Fighting che permette alla sua immaginazione di correre, poi trova una matita nella sabbia in attesa di un carro attrezzi per raccogliere il suo surriscaldato '65 Mustang. In fretta scarabocchia un pianoforte per eseguire la ballata, e poi disegni e colori fuori da ogni sorta di distrazioni varie, tra cui poiane, nuvole di pioggia e jet.